# خرفخانه‌های گردنه شهید آباد
خرفخانه‌های گردنه شهید آباد مربوط به دوره اشکانیان - دوره ساسانیان است و در شهرستان خرم بید، بخش مشهد مرغاب، دهستان شهید آباد، ارتفاعات گردنه شهید آباد واقع شده و این اثر در تاریخ ۷ اسفند ۱۳۸۶ با شمارهٔ ثبت ۲۱۴۲۴ به‌عنوان یکی از آثار ملی ایران به ثبت رسیده است.